# Алазейское плоскогорье
Алазе́йское плоско́горье — горный массив длиной около 300 км в Якутии, в междуречье Индигирки, Колымы, Алазеи и Ожогины. Находится к северо-востоку от Момского хребта и к юго-западу от Колымской низменности. Высота до 954 метров. Преобладающие высоты 200—400 метров. Алазейское плоскогорье сложено осадочными породами с массивами гранитов и сиенитов. До высоты 450 метров природная зона лиственничной тайги, выше — тундровая растительность. На плоскогорье берут начало многие реки, в том числе Алазея и Седедема.